# 미미 베르네르
미미 베르네르(Mimi Werner, 1990년 12월 17일 ~ )는 스웨덴의 싱어송라이터이다.